# پنجشنبه نقره‌ای

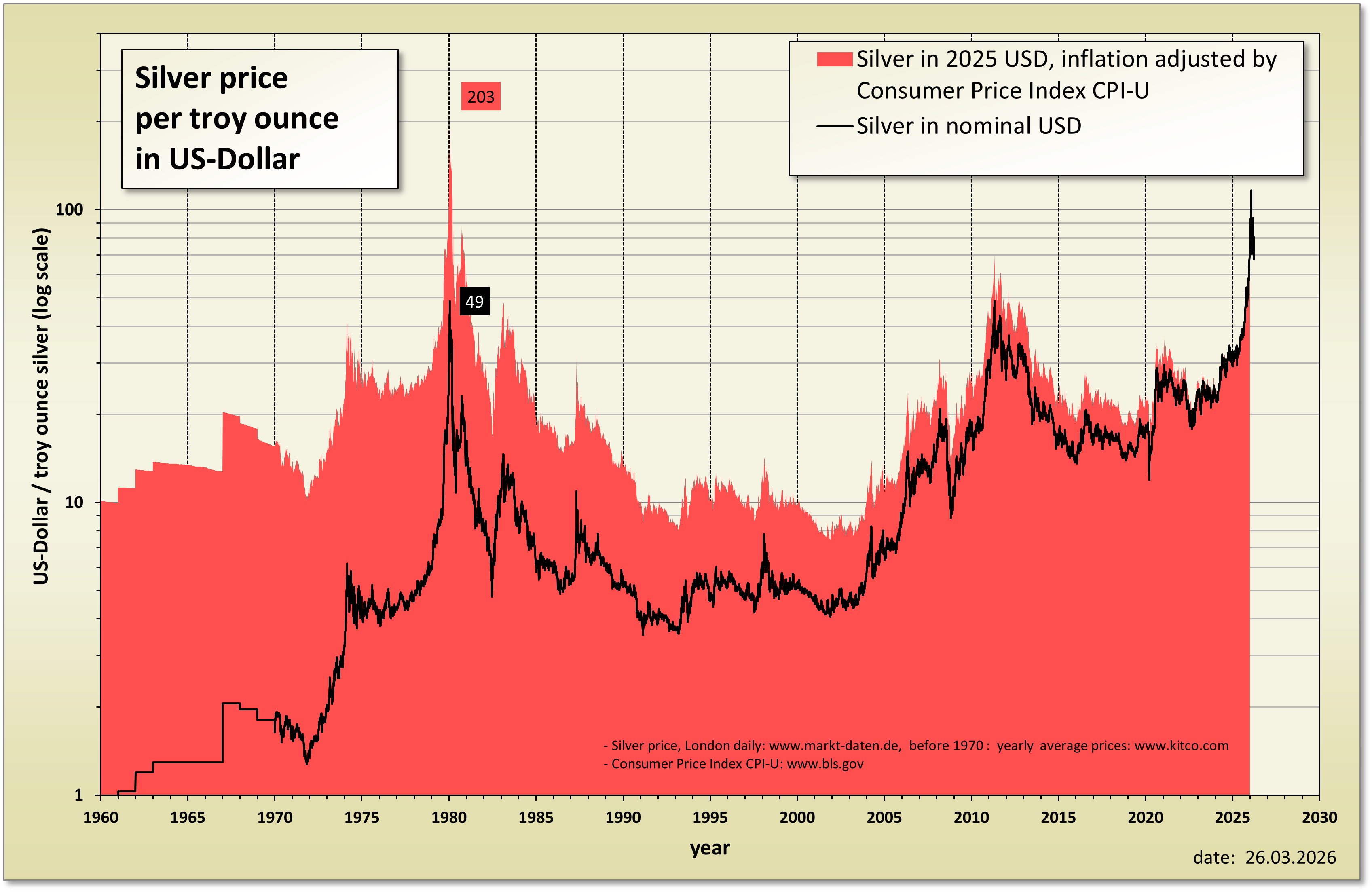
تاریخچه قیمت نقره در سالهای ۱۹۶۰–۲۰۲۰ که رویداد پنجشنبه نقره ای را در سال ۱۹۸۰ نشان می‌دهد

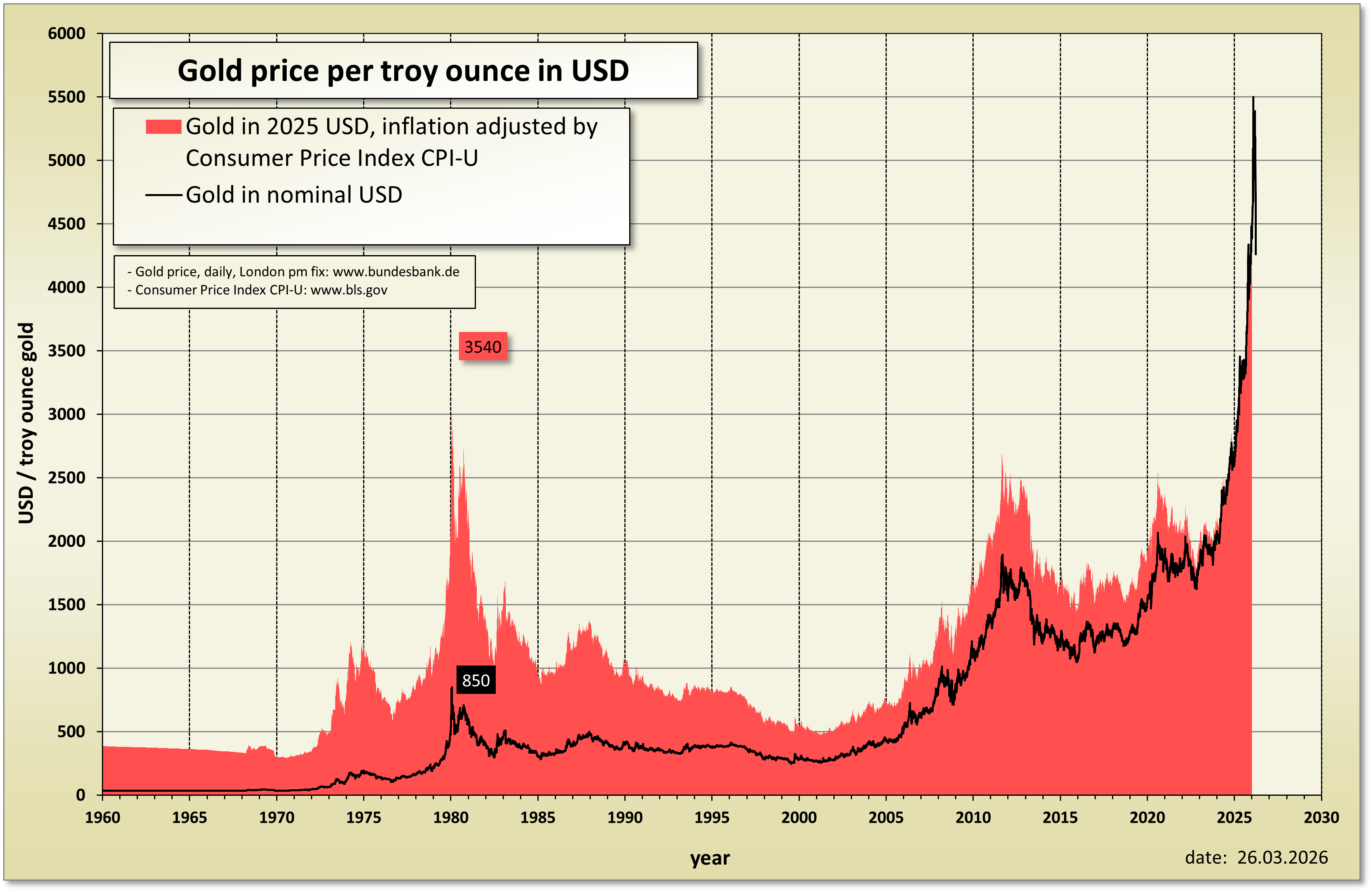
تاریخچه قیمت طلا در سالهای ۱۹۶۰–۲۰۲۰ که رویداد پنجشنبه نقره ای را در سال ۱۹۸۰ نشان می‌دهد

پنجشنبه نقره ای رویدادی بود که روز پنجشنبه ۲۷ مارس ۱۹۸۰ در پی تلاش برادران نلسون بونکر هانت، ویلیام هربرت هانت و لامار هانت برای پیچیدن در بازار (نبش بازار) و به دام انداختن بازار نقره در بازارهای کالاهای نقره ای ایالات متحده رخ داد. سقوط شدید قیمت نقره متعاقب آن، منجر به ایجاد وحشت در بورس کالا و آتی شد.

## زمینه
نلسون بونکر هانت، لامار هانت و ویلیام هربرت هانت، فرزندان میلیاردر نفتی تگزاس، هارولدسون لافایت هانت ، جونیور، مدتی بود که سعی داشتند بازار را با نقره در دام قرار دهند. در سال ۱۹۷۹، قیمت نقره (بر اساس لندن فیکس) از ۶/۰۷ دلار در هر اونس (۰/۱۹۵ دلار در گرم) در اول ژانویه ۱۹۷۹ با افزایش ۷۱۳ درصدی به بالاترین رکورد خود ۴۹/۴۵ دلار در هر اونس (۱/۵۹۰ دلار در هر گرم) در ۱۸ ژانویه ۱۹۸۰ رسید. تخمین زده می‌شد که برادران هانت یک سوم از کل ذخایر نقره در جهان (غیر از آنچه در اختیار دولت‌ها بود) را در اختیار داشته باشند. اوضاع برای سایر خریداران احتمالی نقره به قدری وخیم بود که در ۲۶ مارس ۱۹۸۰، جواهرفروشی تیفانی یک آگهی تمام صفحه را در نیویورک تایمز منتشر کرد و برادران هانت را محکوم کرد و اظهار داشت: "فکر می‌کنیم این قابل پذیرش نیست که کسی با احتکار چندین میلیارد نقره، بله میلیارد دلار نقره، قیمت نقره را آنقدر بالا ببرد که سبب شود برای محصولات ساخته شده از نقره، دیگران قیمت‌های بسیار مصنوعی بپردازند ".
در ۷ ژانویه ۱۹۸۰، در پاسخ به این احتکار برادران هانت، قوانین مبادله در مورد اهرم (مالی) تغییر یافت. بورس کالای نیویورک "قانون نقره ای ۷" را تصویب کرد که محدودیت‌های زیادی را برای خرید کالا در وجه تضمین اولیه ایجاد کرد. از آنجا که برادران هانت برای تأمین مالی خریدهای خود وام‌های زیادی گرفته بودند با شروع دوباره افت قیمت، که فقط در عرض چهار روز بیش از ۵۰ درصد افت کرد، آنها نتوانستند به تعهدات خود عمل کنند. این باعث ایجاد وحشت در بازارها شد.

## به اوج رسیدن
برادران هانت از طریق چندین کارگزار از جمله کارگزاری Bache Halsey Stuart Shields، اوراق بهادار Prudential-Bache و اوراق بهادار Prudential سرمایه‌های زیادی در قراردادهای آتی سرمایه‌گذاری کرده بودند. هنگامی که قیمت نقره به زیر حداقل وجه تضمین اولیه نیاز آنها رسید، ۱۰۰ میلیون دلار برای آنها درخواست وجه تضمین اولیه شد. برادران هانت قادر به پاسخگویی به این درخواست نبودند، و در حالی که با خسارت بالقوه ۱٫۷ میلیارد دلاری روبرو بودند، وحشت متعاقب آن در بازارهای مالی به‌طور کلی و همچنین کالاها و آتی‌ها احساس شد. بسیاری از مقامات دولتی ترس داشتند که اگر برادران هانت قادر به پرداخت بدهی‌های خود نباشند، ممکن است برخی از شرکت‌های بزرگ کارگزاری وال استریت سقوط کنند.
برای نجات اوضاع، یک کنسرسیوم از بانکهای ایالات متحده خط ۱/۱ میلیارد دلاری اعتبار به برادران اختصاص داد که به آنها امکان باز پرداخت را می‌داد که سبب شد آنها از این مصیبت بیرون بیایند. کمیسیون بورس و اوراق بهادار ایالات متحده (SEC) بعداً تحقیق دربارهٔ برادران هانت را آغاز کرد، اما آنها اعلام نکردند که در واقع ۶/۵ درصد سهام Bache را در اختیار داشتند.

## واکنش بازار سهام
این روز پایان یک اصلاح بزرگ سهام در آن سال بود.

## عواقب
برادران هانت در این واقعه بیش از یک میلیارد دلار ضرر کردند، اما ثروت خانواده زنده ماند. آنها بیشتر دارایی‌های خود، از جمله سهام خود در Placid Oil را به عنوان وثیقه بسته وام نجات دهنده، متعهد شدند. با این حال، ارزش دارایی‌های آنها (عمدتاً دارایی‌های نفت، شکر و املاک و مستغلات) طی دهه ۱۹۸۰ به‌طور پیوسته کاهش یافت و ثروت خالص تخمینی آنها از ۵ میلیارد دلار در ۱۹۸۰ به کمتر از ۱ میلیارد دلار در ۱۹۸۸ کاهش یافت.
در سال ۱۹۸۸، برادران هانت به عنوان مسئول تمام اتهامات مدنی توطئه برای نبش بازار با نقره شناخته شدند. به آنها دستور داده شد که به یک شرکت معدنی پرو که در اثر اقدامات خود ضرر کرده بود، ۱۳۴ میلیون دلار غرامت بپردازند. بررسی این بحران در یکی از بزرگترین پرونده‌های این چنینی در تاریخ تگزاس، برادران هانت را مجبور به اعلام ورشکستگی کرد.

## یادداشت
1. ↑  "He Has a Passion for Silver". TIME Magazine. April 7, 1980. Archived from the original on 4 November 2012. Retrieved August 6, 2009.
2. ↑  "Bunker's Busted Silver Bubble". TIME Magazine. May 12, 1980. Archived from the original on 26 August 2013. Retrieved August 6, 2009.
3. ↑  "The Hunts are on the Hunt". TIME Magazine. April 14, 1980. Archived from the original on 26 August 2013. Retrieved August 6, 2009.
4. ↑  "Big Bill for a Bullion Binge". TIME Magazine. August 29, 1989. Archived from the original on 4 November 2012. Retrieved August 6, 2009.
5. ↑  "Billionaire Bankrupts". TIME Magazine. October 3, 1988. Archived from the original on 25 August 2013. Retrieved August 6, 2009.

## بیشتر خواندن
- Fay , Stephen (1982). حباب بزرگ نقره ایشابک ‎۹۷۸−۰−۳۴۰−۳۳۰۳۳−۳شابک 978-0-340-33033-3
- جری د. مارکام (2002) تاریخچه مالی ایالات متحده: از عصر مشتقات تا هزاره جدید : (۱۹۷۰–۲۰۰۱)، جلد ۳، ME شارپ ،شابک ‎۹۷۸-۰-۷۶۵۶-۰۷۳۰-۰